# Cerco de Constantinopla (626)
O cerco de Constantinopla de 626 pelos ávaros, apoiados por um grande número de eslavos e persas sassânidas aliados, terminou uma vitória estratégica para o Império Bizantino. O fracasso do cerco salvou o império do colapso e, combinado com outras vitórias conquistadas pelo imperador Heráclio (r. 610–641) no ano anterior e em 627, permitiram que o Império Bizantino reconquistasse territórios e encerrasse as destrutivas guerras romano-persas impondo um tratado favorável com as fronteiras no status quo ante bellum de c. 590.

## Contexto

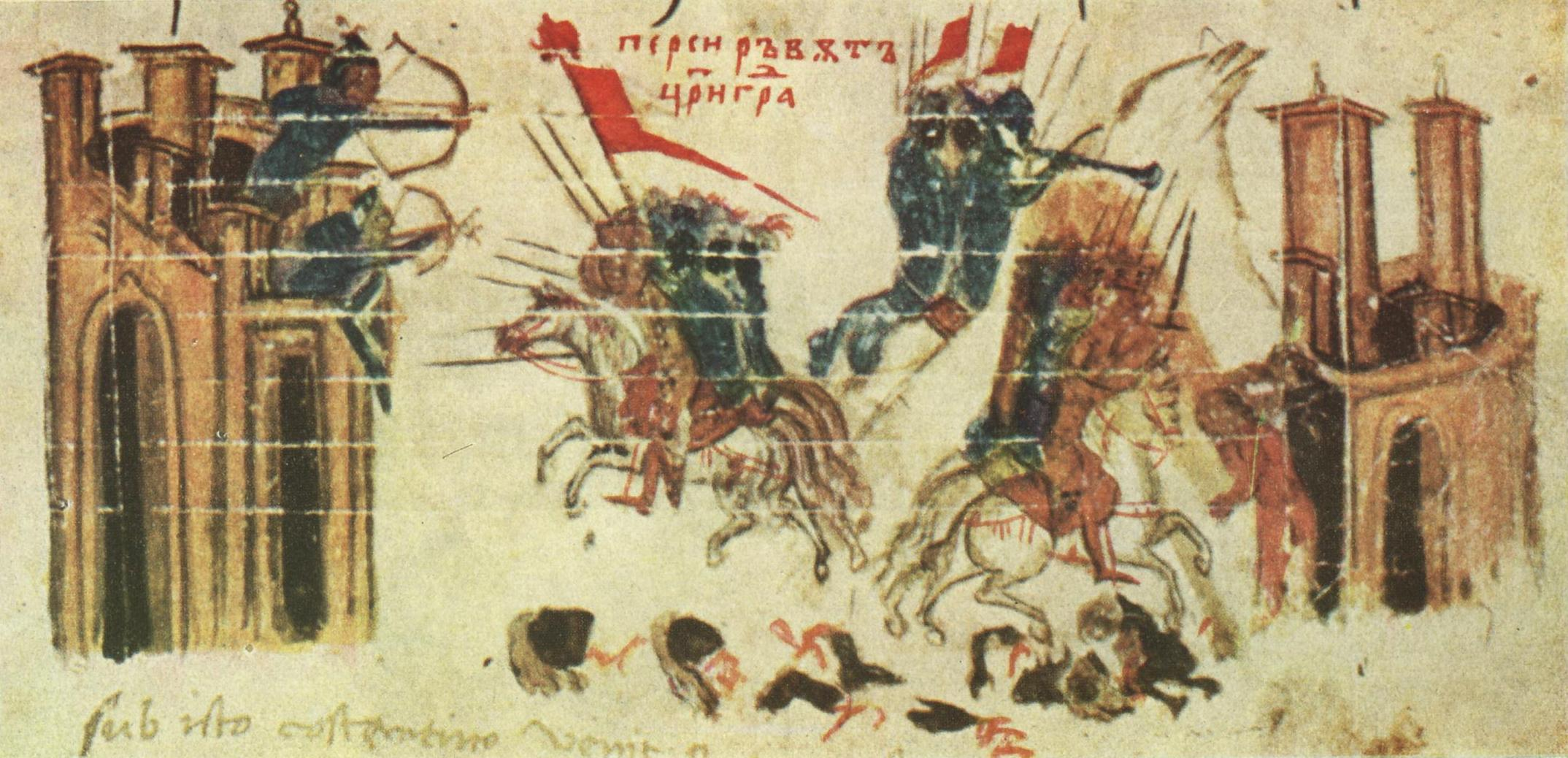
Cerco de Constantinopla.
Iluminura na Crônica de Constantino Manasses.

Em 602, o imperador Focas depôs Maurício (r. 582–602), o incumbente imperador, e estabeleceu um reinado de terror e incompetência que levou o império a uma anarquia. Leis foram outorgadas condenando os judeus ao mesmo tempo em que a inépcia administrativa e religiosa deixou um império num estado lamentável quando o xá Cosroes II (r. 590–628) atacou, utilizando-se do golpe como pretexto para a guerra. Inicialmente, tudo correu bem para os persas e somente a Anatólia permanecia ainda sob controle bizantino. Posteriormente, Focas foi derrubado pelo filho do exarca de Cartago na época, Heráclio. Um general com uma impressionante energia, mas com pouca experiência, Heráclio imediatamente começou a desfazer o péssimo trabalho de Focas. Ainda assim, apesar de suas ofensivas na Mesopotâmia, o novo imperador não conseguiu evitar que os inimigos cercassem a capital onde, a partir da Calcedônia, se lançaram ao ataque. De 14-15 de maio de 626, diversas revoltas irromperam em Constantinopla contra João Sismo, que queria cancelar as rações de pão das escolas palatinas  - guardas imperiais - e aumentar o custo dele para a população de 3 para 8 Fólis. O seu objetivo era conservar os recursos financeiros do império, mas ele acabou sendo despedido do cargo, o que não foi suficiente para acabar com os distúrbios.

## Cerco
Apoiando os persas no cerco estava uma horda de 80 000 ávaros, determinados a acabar com o domínio bizantino na Europa. Os persas chegaram em Calcedônia antes da deposição de Focas, mas foi apenas quando os ávaros começaram a utilizar suas máquinas de cerco contra a Muralha de Teodósio que o cerco de fato iniciou.
Para a sorte dos defensores, os soldados da capital somavam 12 000 homens e contavam com uma cavalaria - normalmente um braço bem treinado do exército greco-romano da época. Ajudando de forma significativa estava também o patriarca de Constantinopla, Sérgio I, cujos apelos religiosos entre os camponeses à volta de Constantinopla foram significativamente intensificados pelo fato de os inimigos serem pagãos. Consequentemente, cada assalto inimigo fracassou. Quando as frotas ávara e persa foram afundadas em dois diferentes combates, os atacantes entraram em pânico e fugiram, abandonando o cerco, aparentemente acreditando que uma intervenção da Virgem Hodegétria havia salvo a cidade.

## Resultado
A derrota ocorreu logo depois de notícias terem chegado à cidade dando conta de outra vitória bizantina, na qual o irmão de Heráclio, Teodoro derrotou o general persa Saíno. Em seguida, Heráclio liderou uma invasão da Mesopotâmia, derrotando novamente o exército persa na Batalha de Nínive. Heráclio então marchou para Ctesifonte, onde reinava a anarquia e um rei persa era derrubado pelo seguinte, o que permitiu-lhe arrancar termos favoráveis para a paz. Mais tarde, os persas foram obrigados a retirar todas as suas forças e a devolver o Egito, o Levante e todos os demais territórios imperiais da Mesopotâmia e da Armênia para o controle bizantino. A guerra estava terminada e as duas potências não se enfrentariam novamente até a invasão árabe-islâmica.

## Análise
O cerco de 626 falhou por que os ávaros não tiveram paciência e nem a tecnologia necessária para conquistar a cidade. As muralhas de Constantinopla eram inexpugnáveis contra máquinas e torres de cerco. Além disso, os persas e os eslavos não tinham uma marinha forte o suficiente para ignorar as muralhas marítimas e criarem um canal efetivo de comunicação. A falta de suprimentos para os ávaros com o tempo os levaria a abandonar o cerco.